# Oliver Robinson
Oliver Leon Robinson jr. (Birmingham, 13 marzo 1960) è un ex cestista e politico statunitense, professionista nella NBA.

## Carriera
Venne selezionato dai San Antonio Spurs al secondo giro del Draft NBA 1982 (24ª scelta assoluta).